# 近畿大学農学部水産学科
近畿大学農学部水産学科（きんきだいがくのうがくぶすいさんがっか、Kindai University Faculty of Agriculture Department of Fisheries）は、近畿大学農学部に設置されている水産学科。
大学院は農学研究科に水産学専攻が設けられている。
付属施設として近畿大学水産研究所を和歌山県白浜町に開設し、「近大マグロ」や「うなぎ味のナマズ」（近大ナマズ）などを開発。養殖魚専門料理店やアーマリン近大などを展開する。
2023年にはニホンウナギの完全養殖に大学として初めて成功したと発表。

## 沿革
- 1925年（大正14年） 大阪専門学校開校。
- 1943年（昭和18年） 大阪理工科大学開学。
- 1948年（昭和23年） 南紀の白浜町の協力を得ることで、大阪理工科大学が白浜臨海研究所を和歌山県白浜町に開設。
- 1949年（昭和24年） 新学制により大阪理工科大学、大阪専門学校を合併し、近畿大学開学。
- 1952年（昭和27年） 近畿大学農芸化学研究所を和歌山県湯浅町に開設
- 1957年（昭和32年） 近畿大学農芸化学研究所附属生石農場を和歌山県清水町（現・有田川町）に開設
- 1958年（昭和33年） 近畿大学農学部を大阪府布施市（現・東大阪市）の本部キャンパスに創設。学科は農学科、水産学科を開設。
- 1960年（昭和35年） 臨海研究所を水産研究所白浜実験場に名称変更。水産研究所浦神実験場を和歌山県那智勝浦町に開設。
- 1970年（昭和45年） 水産研究所大島分室を和歌山県串本町に開設。水産養殖種苗センターを和歌山県白浜町に開設。クロマグロ養殖研究開始（水産庁「マグロ類養殖技術開発試験」プロジェクト参画により）。
- 1986年（昭和61年） 大学院農学研究科に修士課程水産学専攻を設置。
- 1989年（平成元年） 近畿大学が奈良市に奈良キャンパスを新設し、農学部と大学院農学研究科全組織を同キャンパスに移設。
- 2003年 クロマグロ等の魚類養殖産業支援型研究拠点として21世紀COEプログラムに採択される。
- 2009年 ナマズの養殖研究に着手。
- 2013年（平成25年） 大阪梅田、東京銀座に養殖魚専門料理店「近畿大学水産研究所」出店。

## 主な出身者
- 瀬尾重治 - 水産学者。近畿大学教授
- 西田 涼（キャプテンバイソン） - お笑い芸人
- 藤井純一 - 立命館大学健康科学部客員教授。実業家
- ナダル (お笑い芸人) - お笑い芸人（コロコロチキチキペッパーズ)
- 牧野忠昌 - 長岡市立科学博物館名誉館長。越後長岡藩牧野家の第17代当主